# Яблуня лісова
Я́блуня лісова́ (Malus sylvestris Mill., Malus praecox Borkh.) — дерево родини розових (Rosaceae). Місцеві назви — дичка, кислиця тощо.

## Біологічний опис

### Загальна характеристика
Дерево 10-15 м заввишки, рідше високий кущ. Стовбур вкритий світлою корою, що тріскається лусками. Гілки сіруваті, молоді пагони зеленувато-бурі або злегка опушені, часто закінчуються міцними колючками.

### Листя
Листки (1,5-12 см завдовжки, 1,2-7 см завширшки), чергові широко- або довгасто-яйцеподібні, рідше широкоеліптичні або майже округлі, до верхівки гострокінцеві, біля основи закруглені або поступово звужені в клиноподібний черешок, по краю дрібнозубчасті або подвійно пилчасто-зубчасті; молоді листки мають по жилках густе опушення, прилистки вушкоподібні, рано обпадають.

### Квітки
Квітки у малоквіткових зонтикоподібних суцвіттях, зібрані на укорочених пагонах, квітконіжки злегка опушені. Квітки правильні з подвійною оцвітиною, п'ятичленні. Чашолистки загострено-трикутні, відігнуті назовні. Пелюстки білі або рожеві (до 2 см завдовжки), тичинок багато, маточка одна, зав'язь нижня.

### Плід

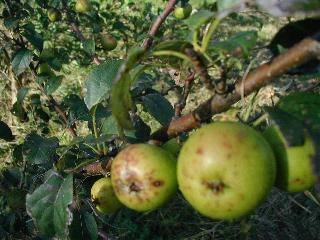
Плоди яблуні

Плоди кулясті або округло-яйцеподібні (1,8-2,5 см у діаметрі), жовто-зелені, іноді червонуваті. Насіння коричневе, блискуче.

## Поширення
Яблуня лісова росте в другому ярусі мішаних і листяних лісів, на узліссях, по чагарниках. Тіньовитривала, морозостійка рослина. Цвіте в травні, плоди достигають у вересні — жовтні.

## Популяції
Поширена майже по всій Україні як у природному стані, так і в культурі, особливо в плодових розсадниках, садо- і полезахисних смугах, захисних насадженнях уздовж доріг. Райони заготівель — Київська, Вінницька, Черкаська, Полтавська, Сумська, Кіровоградська, Харківська, Львівська, Івано-Франківська, Чернівецька, Тернопільська, Хмельницька області. Запаси сировини значні.

## Практичне використання
Харчова, медоносна, лікарська, деревинна, танідоносна, декоративна, фітомеліоративна рослина.

### У харчуванні
Плоди Яблуні дикої містять цукри (8-10 %), Яблучну, винну й лимонну кислоти (1-2,4 %), дубильні речовини, пектини, азотисті й аміачні сполуки, мінеральні речовини (кальцій, залізо, фосфор).
Плоди дикої яблуні придатні в їжу в свіжому вигляді лише після тривалого лежання. Використовують їх в основному сушеними і для переробки.
Плоди кислиці — матеріал для фруктово-ягідного виноробства, соки їх легко шумують, швидко освітлюються, а вина мають високі смакові властивості й аромат. Яблучні вина використовують для виготовлення оцту.
З яблук готують високоякісне яблучне тісто, яке є напівфабрикатом для кондитерських виробів. Плоди консервують. З них виготовляють соки, сиропи, сидр, желе, мармелад, пастилу тощо.
Дикорослі яблука містять вдвоє більше вітамінів, ніж кулуарні сорти (до 80 мг%), до їхнього складу входять провітамін А, вітамін В2, ефірна олія, яка надає приємного аромату не тільки свіжим яблукам, а й продуктам їхньої переробки. Вони мають і фітонцидні властивості. Насіння дикої яблуні використовують для вирощування підщеп і садивного матеріалу.
В польових умовах з яблук лісової яблуні роблять фруктовий салат. Найбільш достиглі плоди чистять, виймають середину, ріжуть на невеликі шматки, пересипають цукром, трохи сіллю і заливають майонезом. Такий салат можна приготувати ранньою весною з яблук зібраних під деревом.
Яблуня лісова — цінний весняний медонос і пилконос, що створює підтримуючий взяток. Завдяки яблуні бджоли нагромаджують великі запаси перги. Медопродуктивність 18-20 кг з 1 га.

### У медицині
У народній медицині свіжі плоди використовують для регулювання дії шлункового тракту. Сік або сидр застосовують при шлунково-кишкових захворюваннях; плодове тісто й пюре — чудовий дієтичний продукт.

### У промисловості
Деревина яблуні ядрова, червонувато-бура, міцна, тверда, з неї виготовляють токарні й столярні вироби. Кора яблуні містить дубильні й фарбувальні речовини, в суміші з галунами дає жовтий барвник.

### У озелененні
Яблуня лісова має такі оздоблювальні форми: плакучу з рясними квітками, махрову, золотисту і червоноплідну.
Дуже пасує для груп, невеликих куртин і живоплотів. Стійка проти диму і газів, витримує обрізування. Посухостійкість і здатність витримувати засолені ґрунти, ставить яблуню лісову поряд з цінними плодовими породами-супутниками для полезахисного лісорозведення, для залісення ярів і балок, захисних насаджень уздовж доріг і зрошувальних каналів.

## Збирання, перероблення та зберігання
Збирають дикі яблука під час стиглості, спосіб збирання залежить від подальшого використання плодів. Для тривалого зберігання їх обережно зривають з дерев і складають у дерев'яну тару. Зберігають у холодних приміщеннях за нульової температури. Строк зберігання два-п'ять місяців. Для технічного перероблення яблука струшують на полотнища, потім перебирають, складають у дерев'яні ящики і відправляють на пункти перероблення.
В сирому вигляді лісові яблука зазвичай їстівні, але не дуже смачні, дещо терпкуваті, однак колір і смак у різних зразків яблуні лісової, неоднаковий. Придатні для виготовлення джемів, варень, узварів, сухофруктів.
Сушать яблука в димових сушарках за температури 60°С або на осонні. Висушені плоди пакують у паперові мішки вагою 25-50 кг і зберігають у сухих прохолодних приміщеннях.